# Рей Трісі
Рей Трісі (англ. Ray Treacy, 18 червня 1946, Деррі — 10 квітня 2015, Дублін) — ірландський футболіст, що грав на позиції нападника. По завершенні ігрової кар'єри — тренер.
Виступав, зокрема, за клуби «Вест-Бромвіч Альбіон» та «Шемрок Роверс», а також національну збірну Ірландії.
Володар Кубка англійської ліги. Володар Кубка Ірландії. 

## Клубна кар'єра
У дорослому футболі дебютував 1962 року виступами за команду «Гоум Фарм», в якій провів один сезон. 
1963 року перейшов до англійського «Вест-Бромвіч Альбіон», де грав насамперед за молодіжну команду клубу, провівши за його основну команду протягом чотрьох сезонів лише декілька ігор.
Згодом з 1967 по 1977 рік продовжував грати в Англії, захищав кольори команд «Чарльтон Атлетик», «Свіндон Таун», «Престон Норт-Енд», «Олдем Атлетик» і знову того ж «Вест-Бромвіч Альбіона».
1977 року повернувся на батьківщину, приєднавшись до «Шемрок Роверс», у складі якого через п'ять років і завершив ігрову кар'єру. 1978 року ще встиг пограти у Канаді за «Торонто Метрос-Кроейша».

## Виступи за збірну
1966 року дебютував в офіційних матчах у складі національної збірної Ірландії.
Загалом протягом кар'єри у національній команді, яка тривала 14 років, провів у її формі 42 матчі, забивши 5 голів.

## Кар'єра тренера
Працював тренером з командами «Дрогеда Юнайтед», «Гоум Фарм» та «Шемрок Роверс». З останньою 1994 року виграв футбольну першість Ірландії.
Помер 10 квітня 2015 року на 69-му році життя в Дубліні.

## Титули і досягнення

### Як гравця
- Володар Кубка англійської ліги (1):

«Вест-Бромвіч Альбіон»: 1965-1966
- Володар Кубка Ірландії (1):

«Шемрок Роверс»: 1977-1978

### Як тренера
- Чемпіон Ірландії (1):

«Шемрок Роверс»: 1993-1994